# Slip (däck)
Slip är ett mått på den relativa glidrörelsen mellan däck och vägbana. Måttet kan också sägas ange graden av hjullåsning, där 0 % motsvarar obromsat frirullande hjul och 100 % motsvarar låst hjul.
Slip uppstår antingen genom att däckets rotationshastighet är högre eller lägre än fritt rullande hastighet, eller genom att däckets rotationsplan står i vinkel mot dess färdriktning (slipvinkel).
Slip anges som procentandel av skillnaden mellan däckytans hastighet i förhållande till hastigheten mellan hjulaxeln och vägytan, enligt:
{\displaystyle slip={\frac {\omega r-v}{v}},}
där ω är hjulets rotationshastighet, r hjulets radie och v fordonets hastighet.
Positivt slip innebär att hjulet snurrar och negativt slip att hjulet sladdar. Låsta bromsar, ωr = 0, leder till -100 % slip. Stillastående spinn, v = 0 och ωr ≠ 0, resulterar i att slipvärdet blir = ∞ (oändligt stort).